# Februarie 1988
Acest articol este generat integral pe baza informațiilor din articolul 1988 și este actualizat periodic de un robot.
 Editările făcute în articol vor fi șterse la următoarea actualizare! Dacă doriți să faceți modificări, editați articolul-sursă.

ianuarie -
februarie -
martie -
aprilie -
mai -
iunie -
iulie -
august -
septembrie -
octombrie -
noiembrie -
decembrie
Februarie 1988 a fost a doua lună a anului și a început într-o zi de luni.

## Evenimente
- februarie: Noul președinte al Republicii Socialiste Serbia, Slobodan Milošević, face campanie despre necesitatea de a pune capăt autonomiei Kosovo și Voivodinei. Alte republici iugoslave se tem de o revenire la un sistem centralizat.
- 13 februarie: Jocurile Olimpice de iarnă se deschid la Calgary, în Canada.
- 26 februarie: Declarația guvernului SUA prin care anunță hotărârea de a retrage României, începând cu data de 3 iulie 1988, clauza națiunii celei mai favorizate; drept replică, guvernul român declară că renunță la clauza națiunii celei mai favorizate în relațiile cu SUA.

## Nașteri
- 2 februarie: Vasile Buhăescu, fotbalist român (atacant)
- 3 februarie: Gregory Kurtley van der Wiel, fotbalist neerlandez
- 3 februarie: Kamil Jacek Glik, fotbalist polonez
- 4 februarie: Carly Patterson, cântăreață americană
- 4 februarie: Oleg Clonin, fotbalist din R. Moldova
- 4 februarie: Boubacar Mansaly, fotbalist senegalez
- 5 februarie: Eric Cosmin Bicfalvi, fotbalist român
- 5 februarie: Gordan Bunoza, fotbalist bosniac
- 5 februarie: Zalina Marghieva, atletă din R. Moldova
- 5 februarie: Zalina Marghieva, atletă moldoveană
- 7 februarie: Ai Kago, actriță și cântăreață japoneză
- 8 februarie: Norbert Trandafir, înotător român
- 9 februarie: Alanah Rae, actriță americană de filme pentru adulți
- 10 februarie: Francesco Acerbi, jucător italian de fotbal
- 12 februarie: Daniela Sofronie, sportivă română (gimnastică artistică)
- 12 februarie: Nicolás Otamendi (Nicolás Hernán Gonzalo Otamendi), fotbalist argentinian
- 12 februarie: Wilfred Moke, fotbalist congolezo-francez
- 14 februarie: Ángel Di María (n. Ángel Fabián Di María), fotbalist argentinian
- 15 februarie: Rui Patrício (Rui Pedro dos Santos Patrício), fotbalist portughez (portar)
- 15 februarie: Azdren Llullaku, fotbalist albanez (atacant)
- 15 februarie: Iván González López, fotbalist spaniol
- 16 februarie: Andrea Ranocchia, fotbalist italian
- 17 februarie: Iurie Livandovschi, fotbalist din R. Moldova (atacant)
- 19 februarie: Daniel George Bârlădeanu, fotbalist român
- 19 februarie: Seth Morrison, muzician american
- 20 februarie: Rihanna (n. Robyn Rihanna Fenty), cântăreață, actriță, femeie de afaceri, textieră, designer vestimentar, model și dansatoare americană originară din Barbados
- 20 februarie: Daniel Popescu, fotbalist român
- 21 februarie: Harlem-Eddy Gnohéré, fotbalist francez (atacant)
- 23 februarie: Liviu Adrian Ganea, fotbalist român (atacant)
- 24 februarie: Ionuț Alexandru Dobroiu, fotbalist român (atacant)
- 27 februarie: Jessie J (Jessica Ellen Cornish), cântăreață britanică
- 29 februarie: Benedikt Höwedes, fotbalist german

## Decese
- 2 februarie: Margit Kőszegi, actriță și cântăreață de operă maghiară din România (n. 1902)
- 4 februarie: Igor Block, 69 ani, poet și traducător român (n. 1918)
- 15 februarie: Richard Feynman, 69 ani, fizician american (n. 1918)
- 15 februarie: Israil Bercovici, 88 ani, scriitor român (n. 1921)
- 19 februarie: René Char, 80 ani, poet francez (n. 1907)
- 20 februarie: Toni Iordache, muzician român (n. 1942)
- 22 februarie: Solomon Cutner, 85 ani, pianist britanic (n. 1902)